# Усадьба Монжене
Усадьба Монжене (Замок Монжене или усадьба Кесслера) — здание находящееся в селе Пионерское Симферопольского района. В настоящее время от усадьбы остались лишь руины. Власти Крыма ищут инвестора для восстановления здания.

## Архитектура
Дворянская усадьба выполнена в виде средневекового замка в неоготическом стиле. Здание имеет два этажа и трёхэтажную башню. На фасаде здания был изображён родовой герб — крылатый конь с человеческим лицом, и короной над ним (герб не сохранился из-за разрушения части фасада). По одной из версий оно появилось при реставрации в середине 1940-х годов. Рядом со входом расположен фонтан. За усадьбой находятся хозяйственные строения и конюшня. К зданию ведёт дорога из высаженных тополей. Раньше рядом с усадьбой располагался фруктовый сад и декоративные пруды.

## История

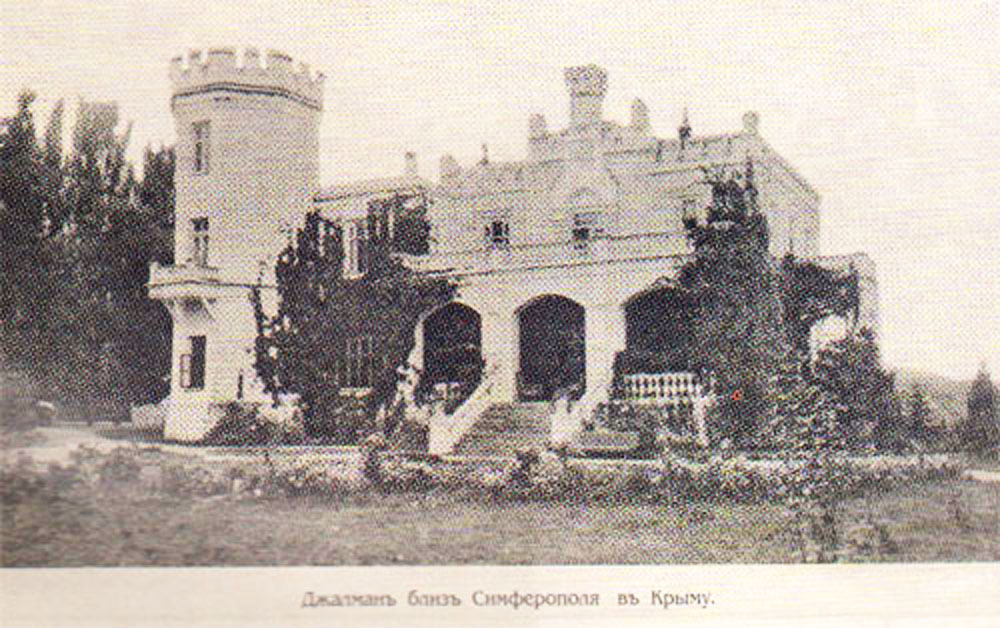
Усадьба в 1913 году

Здание построено 1880-е годы архитектором Оскаром Андреевичем Клаузеном для семьи русских немцев Кесслеров. Позже усадьбой владел помещик Василий Степанович Гнутов. До 1917 года здание принадлежало супругам Анне Федоровной и Адольфу Карловичу Монжене де-Сен-Моран. По их распоряжению были созданы декоративные пруды. Супруг погиб от взрыва пороха при расчистки территории вокруг усадьбы. В память о муже, Анной Федоровной неподалёку была построена часовня, не сохранившаяся до наших дней. Предположительно его могила располагается вблизи здания, однако она до сих пор не найдена. Как не найдено и месторасположение часовни.
Следующим владельцем усадьбы являлся помещик Л. А. Кованько, а затем контр-адмирал Николай Аркадиевич Петров-Чернышов, который открыл «Горно-лесной курорт для выздоравливающих». В 1947 году здание начало функционировать как интернат для детей, который возглавляли супруги Швайковские. Тогда же в здании проводились реставрационные работы силами пленных немцев и венгров. После закрытия детского дома здание передали людям, нуждающимся в жилье, а когда они покинули его, усадьба пришла в упадок. В середине 1960-х здание стало нежилым. Затем, какое-то время усадьбой пользовалось предприятие по изготовлению лекарственных трав. В 1970-е и 1990-е годы на месте усадьбы планировалось открытие ресторана.
В феврале 2011 года Председатель Республиканского комитета АРК по охране культурного наследия Сергей Тур заявил, что финансирование работ по восстановлению усадьбы включено в проект Программы экономического и социального развития АРК на 2011 год. За составление проектно-сметной документации Республиканский комитет АРК по охране культурного наследия заплатил предприятию «Укрпроектреставрация» 300 тысяч гривен. Осенью 2011 года, ответственный за связи с прессой комитета по охране культурного наследия АРК Георгий Когонашвили рассказал, что в обозримом будущем в здании начнутся восстановительные работы. Летом 2012 года было сообщено, что усадьба будет передана в комитет по строительству и архитектуре АРК.
В 2012 году рухнула часть лицевой стены второго этажа с изображением герба.
В январе 2015 года председатель комитета по охране культурного наследия РК Наталия Гриненко заявила, что усадьба включена в проект программы «Развитие культуры и сохранение объектов культурного наследия Республики Крым на 2015—2017 годы». Весной 2017 года симферопольская группа Secret Land сняла клип на руинах здания с целью привлечения внимания к разрушенной усадьбе.